# 神の愛の宣教者会
神の愛の宣教者会（かみのあいのせんきょうしゃかい、ミッショナリーズ・オブ・チャリティ（英語: Missionaries of Charity））は、1950年10月7日に教皇庁（ローマ教皇庁）によって認可を受け創立され、1965年2月1日には教皇庁立の修道会の認可を受けたカトリックの修道会である。厳しい清貧を守り「もっとも貧しい人々のために働くこと」を使命とする。世界各国に拠点を置き、2007年9月現在、145の国と地域で活動し、4800人以上の修道女（シスター）が所属している。

## 設立の経緯と活動

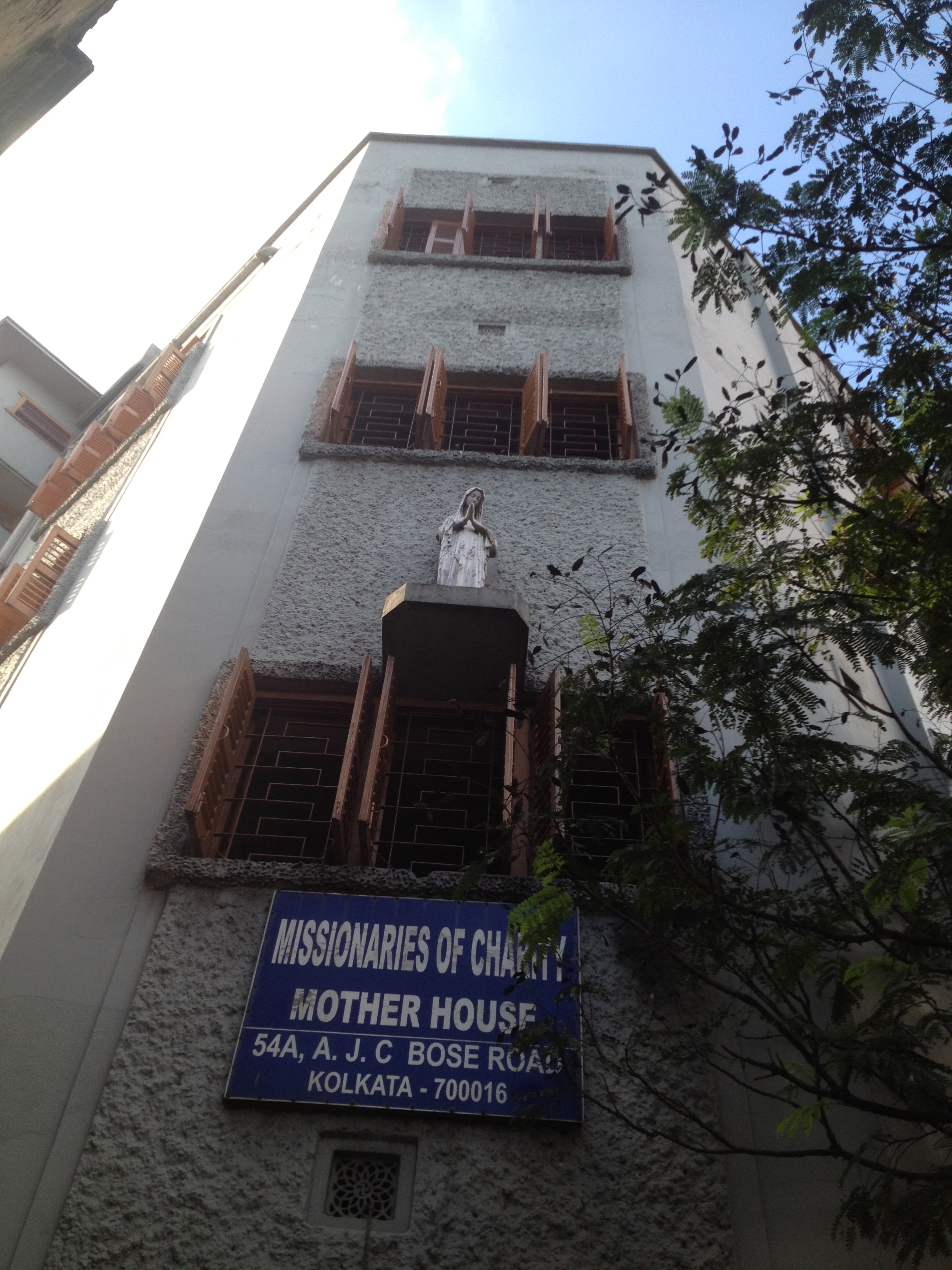
マザー・ハウス(死を待つ人々の家)

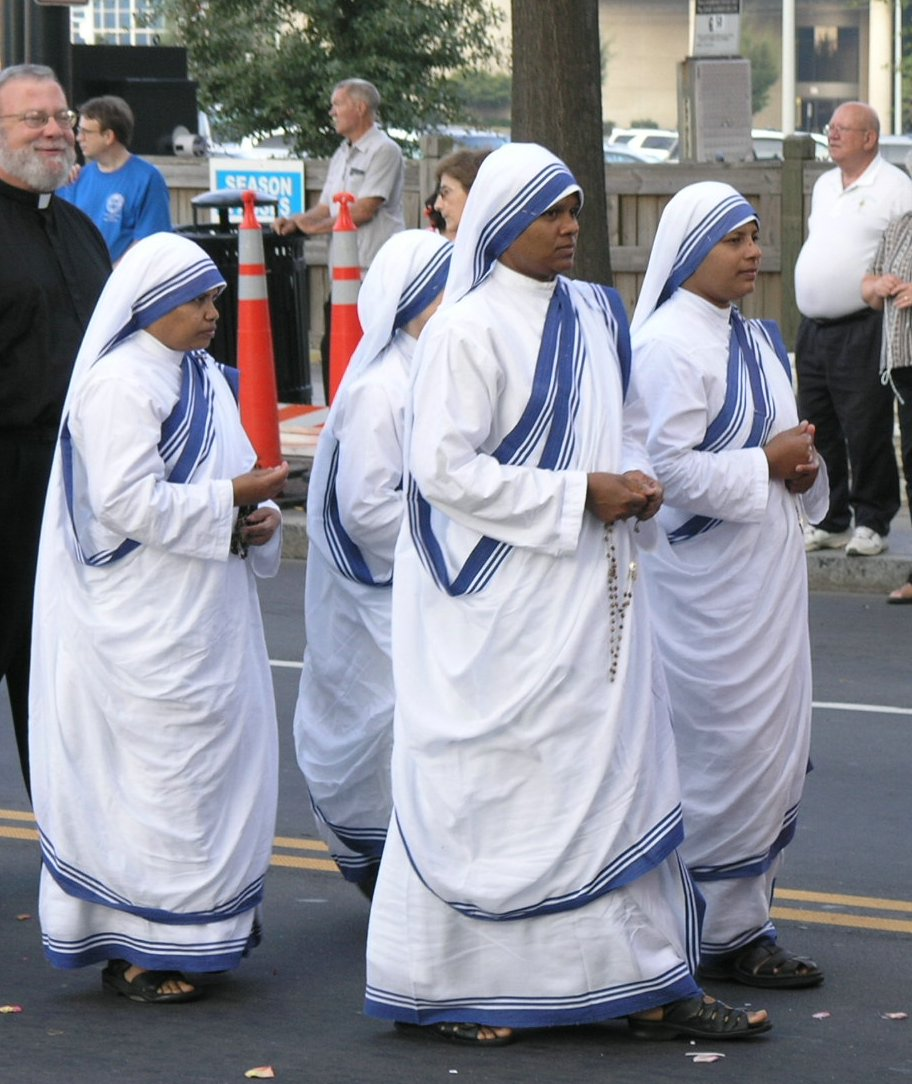
神の愛の宣教者会の修道女達

1946年9月10日、ロレト修道会のコルカタの聖マリア学院で裕福な子女たちを教えていたシスター・テレサ（後のマザー・テレサ）はコルカタからダージリンに向かう列車の中で、「もっとも貧しい人のために働くように」という神の招きを受ける体験をした。
1948年にローマ教皇から修道院を離れて暮らす許可を得ると、インド国内で医療訓練を終え、マザー・テレサは一人でコルカタの街に入った。そこで彼女は死に行く人々、誰からも見捨てられた人々の世話を始めたのである。そんな彼女のもとへやってきて、その活動を助けたのはかつての教え子たちであった。1950年10月7日に「神の愛の宣教者会」は教皇庁によって認可を受け創立された。最初はマザー・テレサを含む12人の修道女達で始まった。1952年には「死を待つ人々の家」が開設された。1963年3月25日、「神の愛の宣教者兄弟会」修道士(ブラザー)の会が創立される。
1965年2月1日には「神の愛の宣教者会」が教皇庁立の認可を受ける。同年、ベネズエラを皮切りにインド国外での活動を開始。日本やアメリカ合衆国を含め、全世界の国に活動が広がっている。1969年3月26日、「マザー・テレサ共労者会」が設立され、教皇パウロ六世の認可を受ける。
1976年に「神の愛の宣教者会」女子観想会が、1984年には「神の愛の宣教者会」司祭の会が創立された。
1990年、創立者のマザー・テレサは体力の衰えから総長職の辞任を申し出たが、修道女達の強い希望によって再任された。2代目総長としてシスター・ニルマラ・ジョシーが選ばれたのは1997年3月13日のことである。マザー・テレサは半年後の1997年9月5日に87歳で死去。なお、カトリックの女子修道会の総長は「マザー」と呼ばれるのが通例であるが、ニルマラは「私達がマザーと呼ぶべき人はマザー・テレサただ一人である」という理由により、総長職を継いだ後もマザーを名乗ることはなく、2015年6月23日に亡くなるまでずっとシスターを名乗り続けていた。これは3代目総長のシスター・メアリー・プレマも同様である。
2007年9月5日にはマザーの没後10年を記念し東京カテドラル聖マリア大聖堂でミサが行われ、500人を超える参拝者が訪れ祈りを捧げたほか、バチカン大使館より教皇大使と参事官も共同司式で参加した。
2010年8月26日にはマザー・テレサ生誕100周年を記念したミサ説教が東京カテドラル聖マリア大聖堂で行われた。
2016年9月4日、教皇フランシスコはマザー・テレサを列聖し、聖人であると宣言した。

## 不祥事
2018年7月5日、神の愛の宣教者会の修道女と女性職員が人身売買の容疑で逮捕されている。二人は未婚の女性が生んだ男児一名を隣のウッタル・プラデーシュ州の家族に1700ドル（約19万円）で売ったとされ、余罪も認めていると報じられている。

## 日本での活動
日本国内では、1978年4月、東京都・山谷に修道士達の支部が開設される。東京都・日本管区本部と山谷修道院(1981年-)、愛知県・名古屋修道院(1986年-)、大分県・別府修道院(1993年-)の支部修道院が置かれている。

## 日本管区本部　所在地
〒123-0845　東京都足立区西新井本町3-5-24